# Gad Frederik Clement
Pour les articles homonymes, voir Clement.

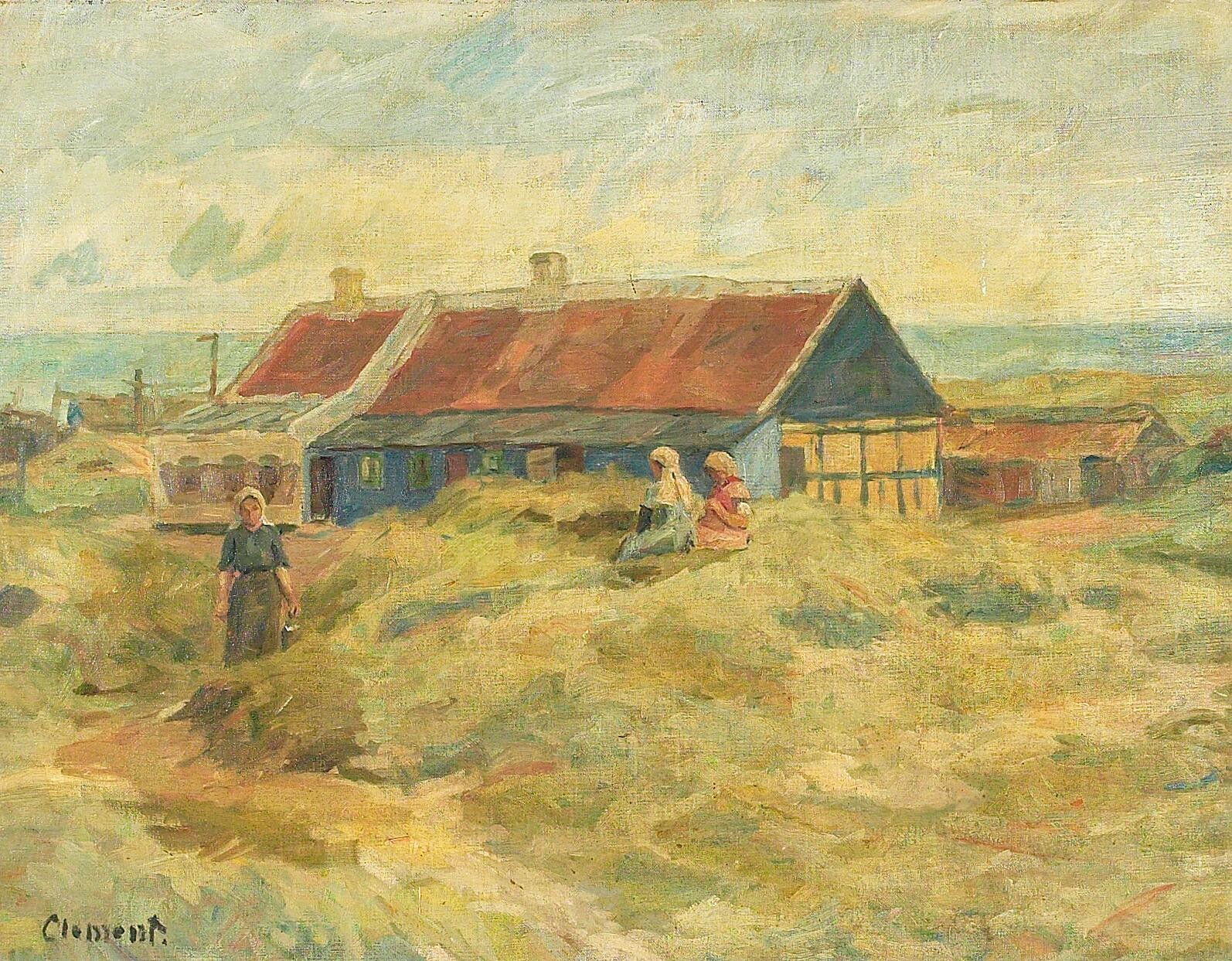
G. F. Clement: La maison bleue à Skagen

Gad Frederik Clement (1867-1933) est un peintre danois. Après une rencontre précoce avec les symbolistes français, il s’intéressa à la renaissance italienne avant de se tourner vers le réalisme à Skagen et à Civita d'Antino.

## Enfance et éducation
Né à Frederiksberg il était le fils d'un comptable. Après un apprentissage en peintre en bâtiment, il étudia avec Hans Grønvold à Copenhague de 1883 à 1885) avant de rentrer à l'Académie royale des beaux-arts du Danemark d'où il sortit diplômé en 1888. Il étudia alors avec Laurits Tuxen et Frans Schwartz au Kunstnernes Frie Studieskoler (en) (1888–92) avant de terminer ses études avec Kristian Zahrtmann en 1901.

## Carrière
Clement fut au début significativement influencé par son ami Mogens Ballin qui lui fit découvrir la peinture Symolistz française. En 1890, il rencontra Paul Gauguin et ses amis en France (il séjourne un temps à Pont-Aven), l’amenant à s'associer avec Johannes Jørgensen, un contributeur de premier plan au journal Taarnet qui promouvait le Symbolisme. Ce style apparait clairement dans son tableau Den hellige Frans og de tre hvide jomfruer ("Saint-François et la vision des trois vierges blanches", tableau acquis en 2024 par le musée de Pont-Aven) et dans les autres œuvres qu'il exposa à Kunsthal Charlottenborg en 1893. Cependant ses voyages en Italie à partir de 1890 l'amenèrent rapidement à s’intéresser à la Renaissance italienne, le poussant à copier des œuvres de Masaccio et de Lorenzo di Credi. La clarté et la couleur de cette approche peuvent être vues dans son Portræt af en landsbypræst, pastor Vaupell (1894) et dans son Fru Bertha Brandstrup (1898). Après le tournant du siècle Clement laissa ce style exigeant pour le plus décontracté Réalisme,.
Il commença à se concentrer sur les paysages, en particulier en Italie où ses voyages l'amenèrent à Rome et à plusieurs occasions à Civita d'Antino de 1900 à 1904. Il devint également un fréquent visiteur de la communauté des peintres de Skagen dans le nord du Jutland où lui et sa femme Tupsy étaient souvent en compagnie de Laurits Tuxen et de Viggo Johansen. À partir de 1920 le couple passa la plupart des étés en Italie. En plus des paysages, il peint des portraits ou des fleurs. Ses peintures d'enfants révèlent un niveau élevé de compréhension sentimentale de ses sujets.

## Mariage
En 1902, alors à Rome, Clement se maria avec la peintre norvégienne Tupsy Clement. Sa femme lui survécu après sa mort à Copenhague en 1933. Ils n'eurent pas d'enfant.

## Œuvres

### Œuvres bretonnes

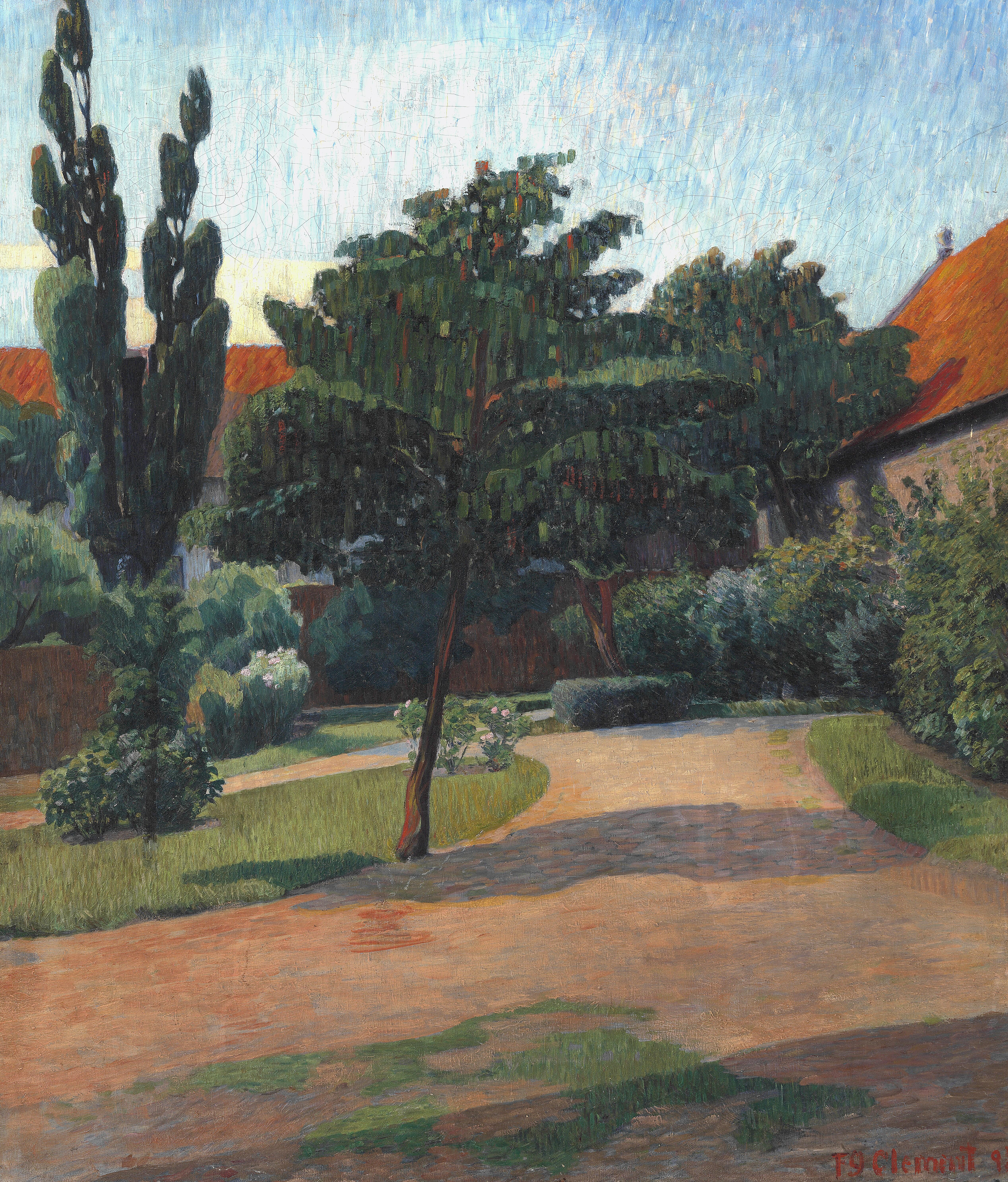
Un jardin en Bretagne (1891).
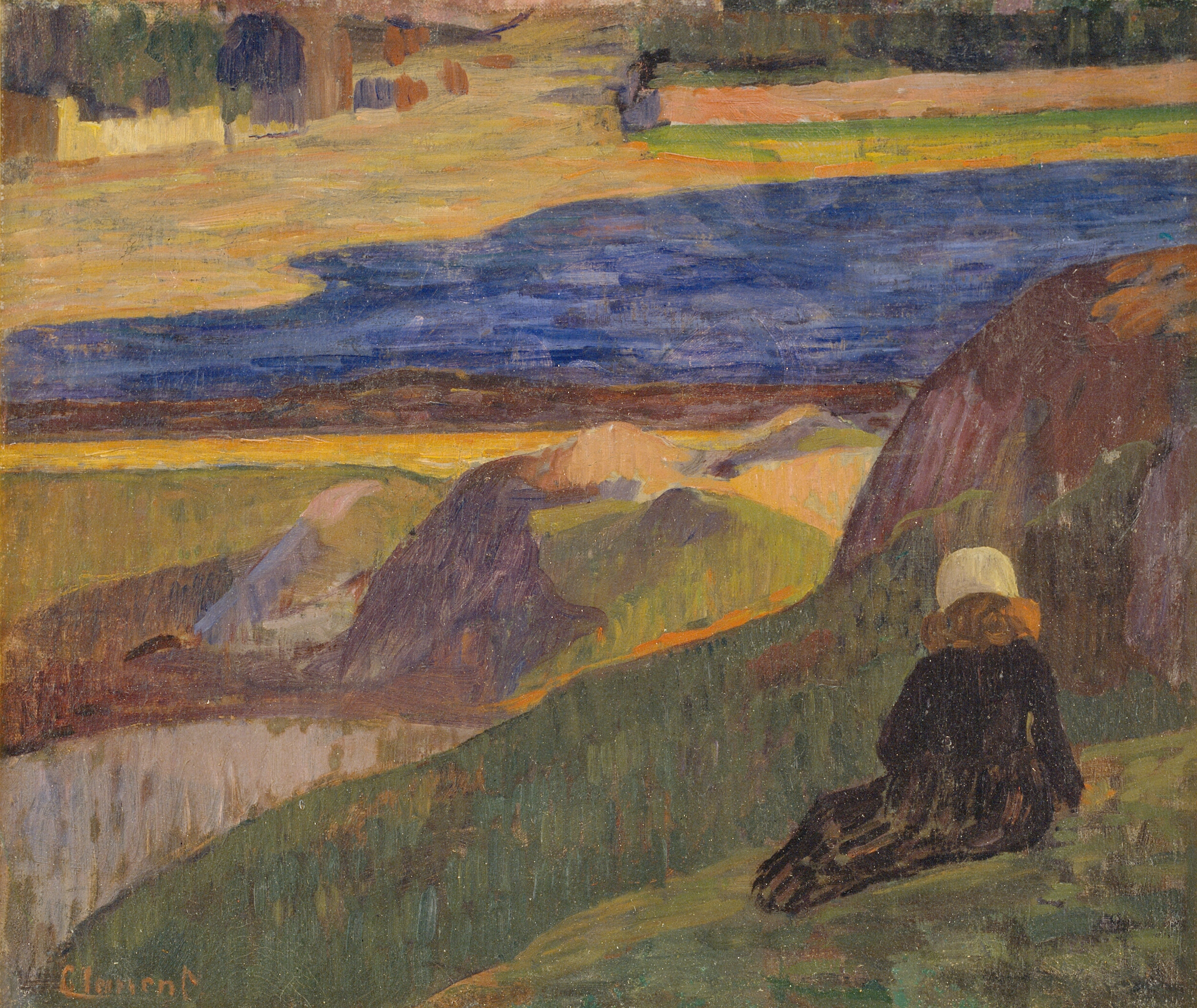
Jeune fille au repos dans un paysage breton (1892).
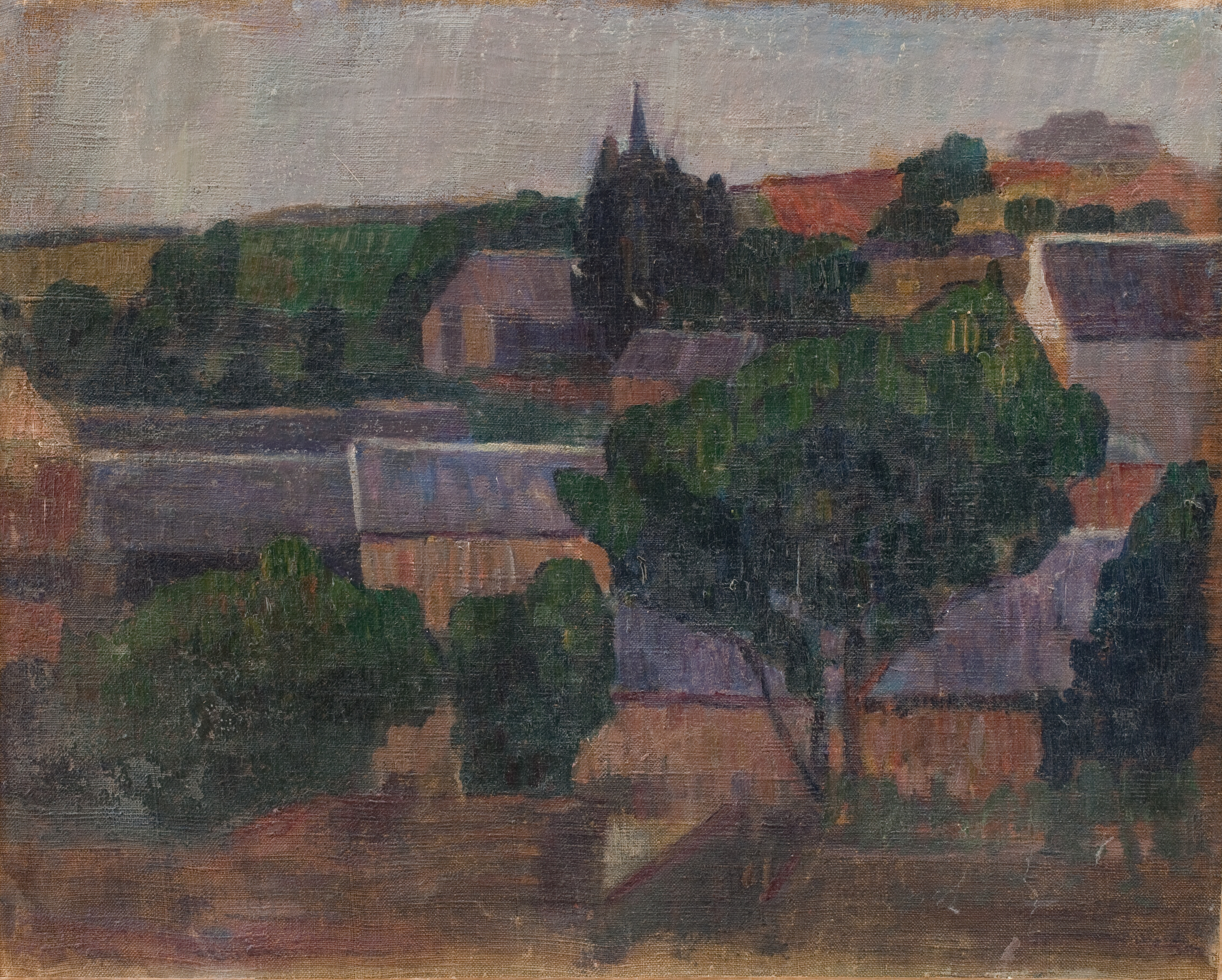
Village en Bretagne (1892).
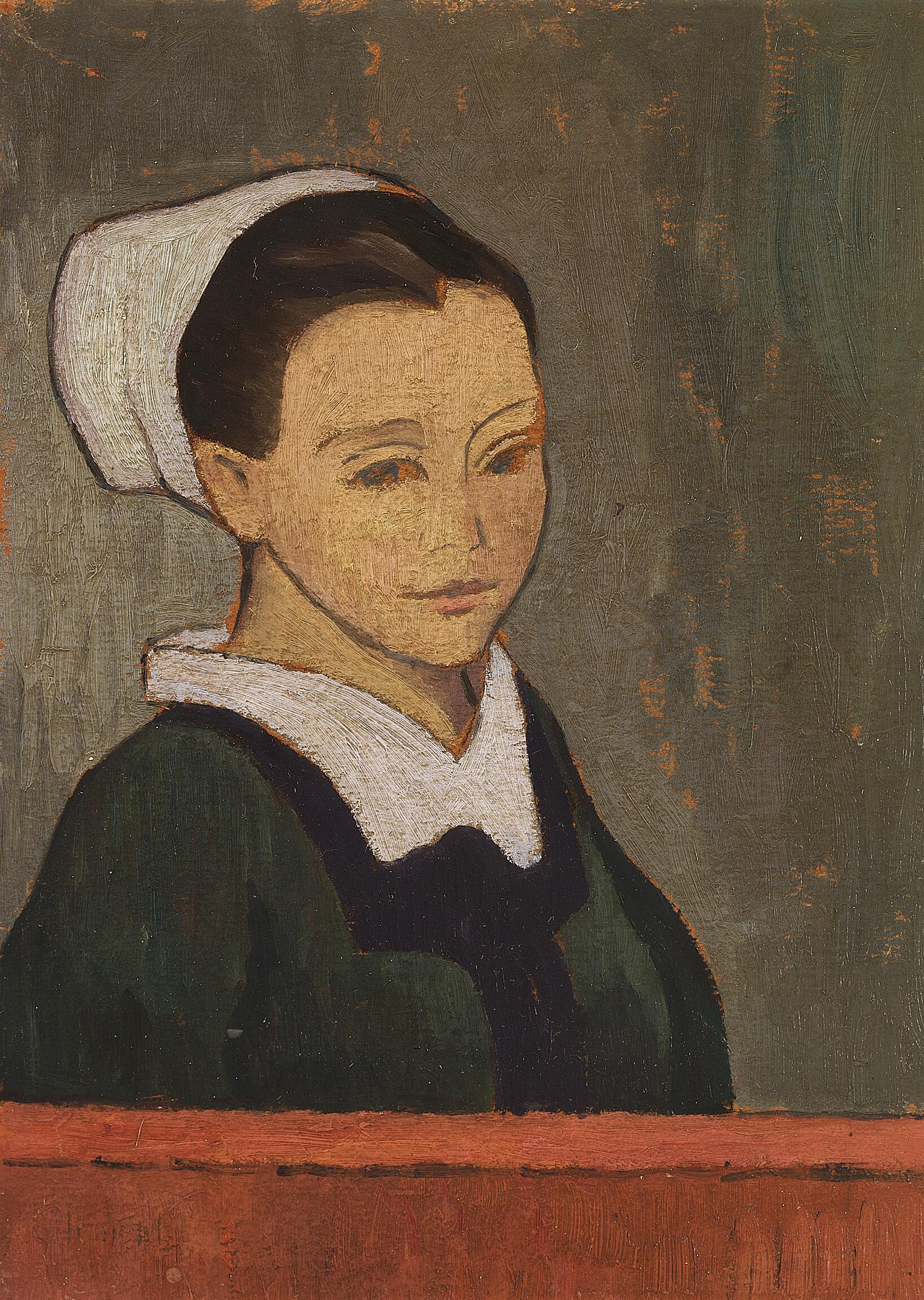
Une jeune bretonne à une table rouge (vers 1892).

### Autres œuvres

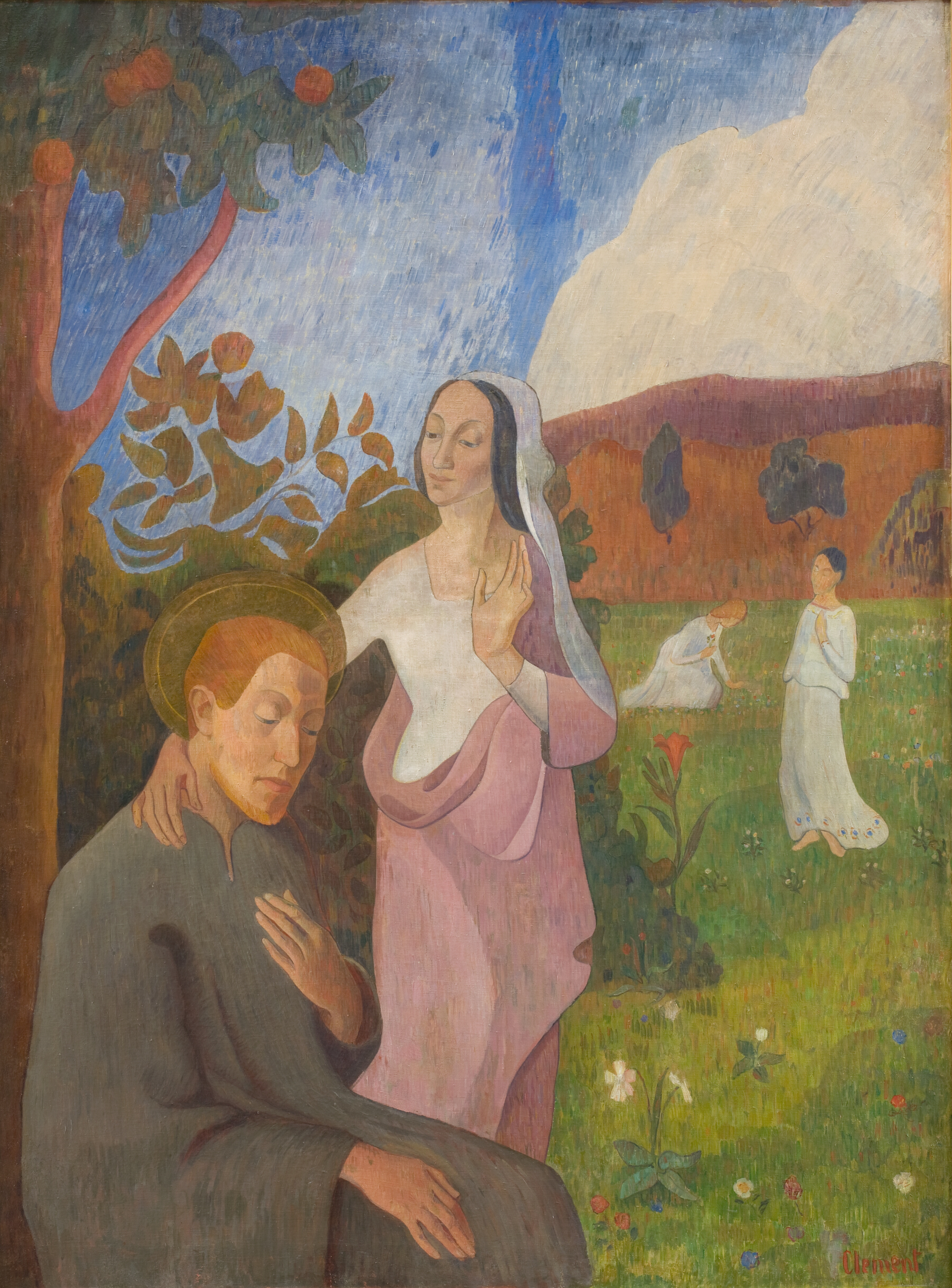
Saint-François et la vision des trois vierges blanches(1892, Statens Museum for Kunst).
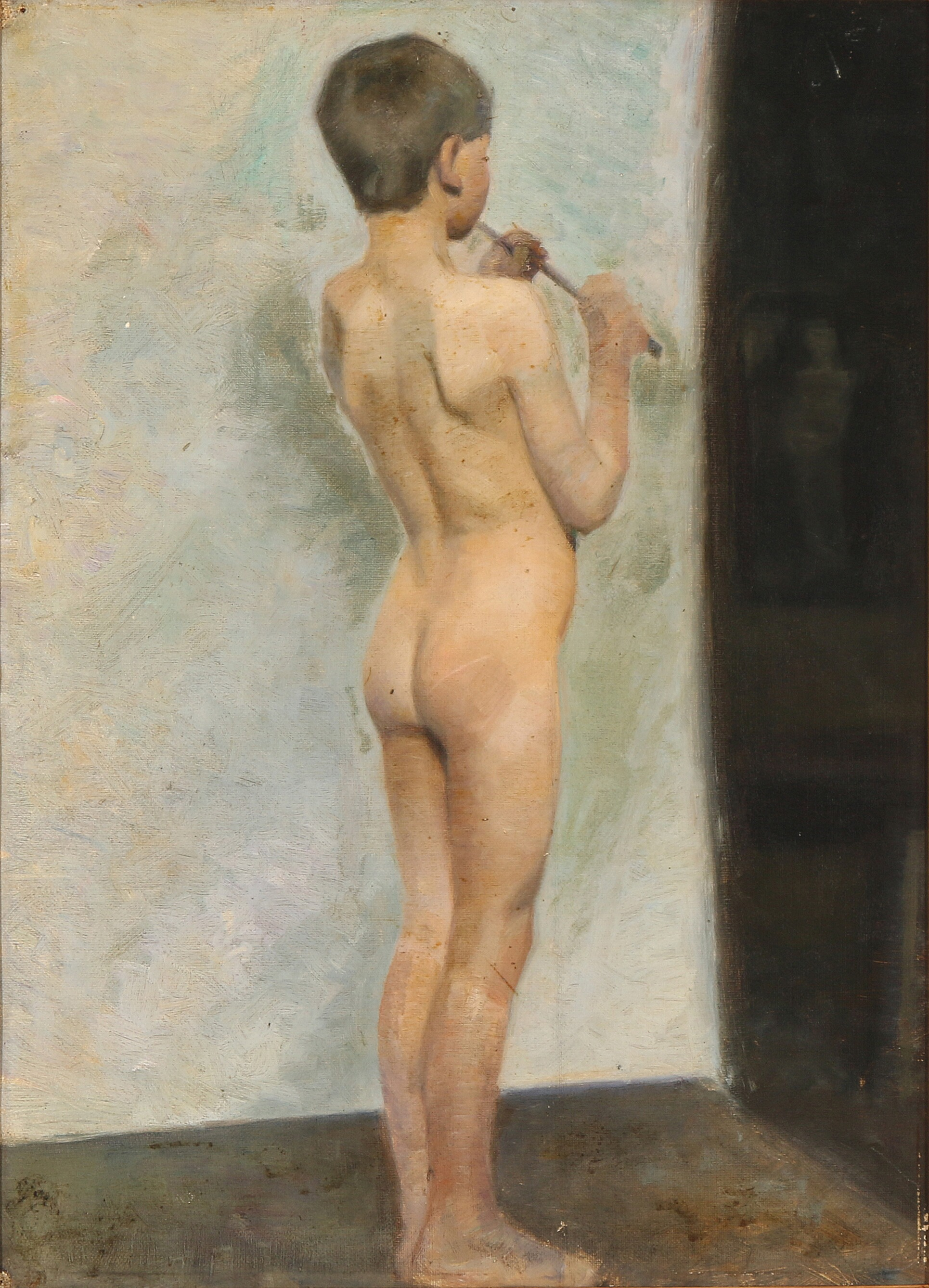
Un garçon au dos tourné avec une flûte (1903).
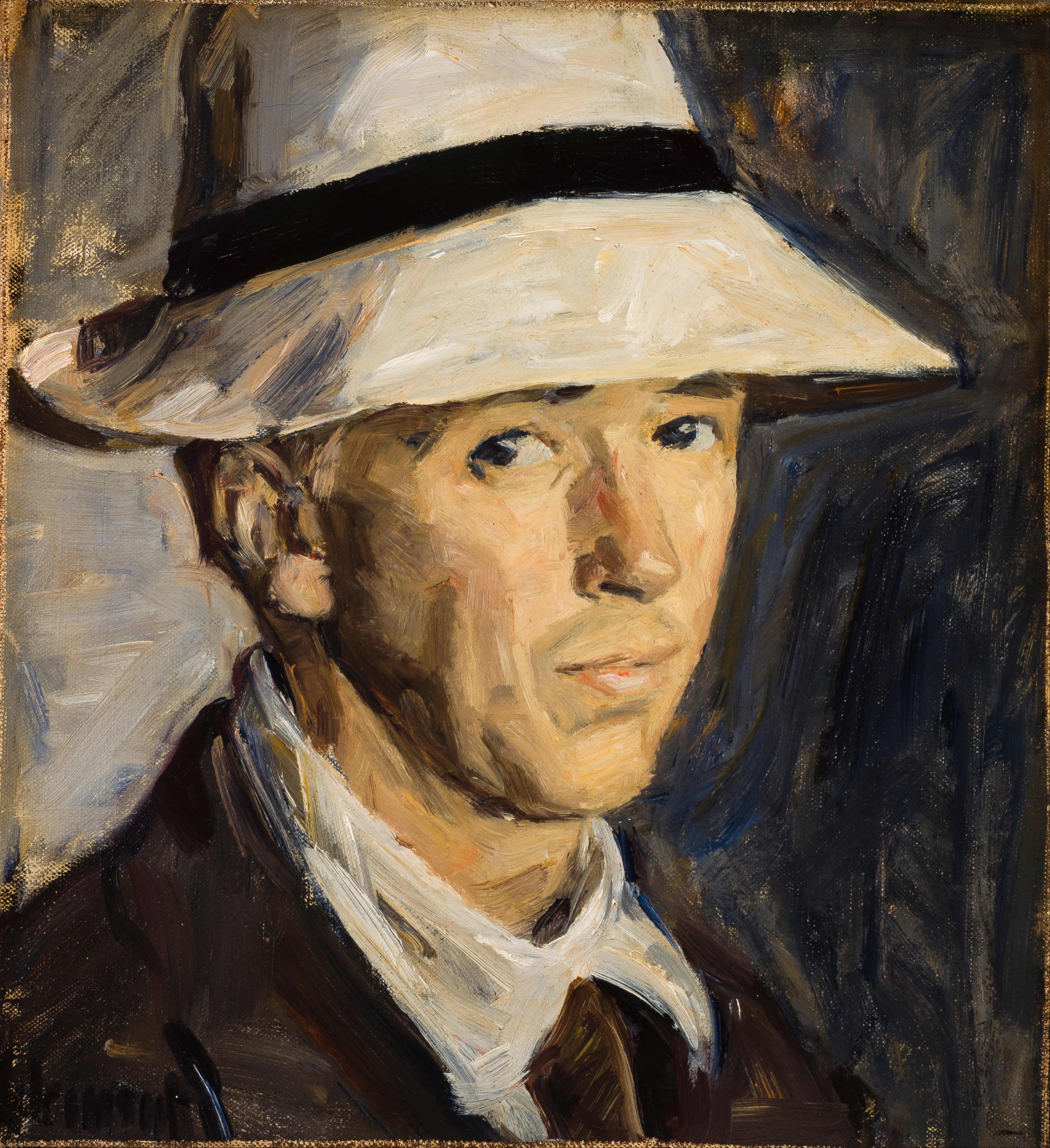
Portrait d'Einar Hein (1911).
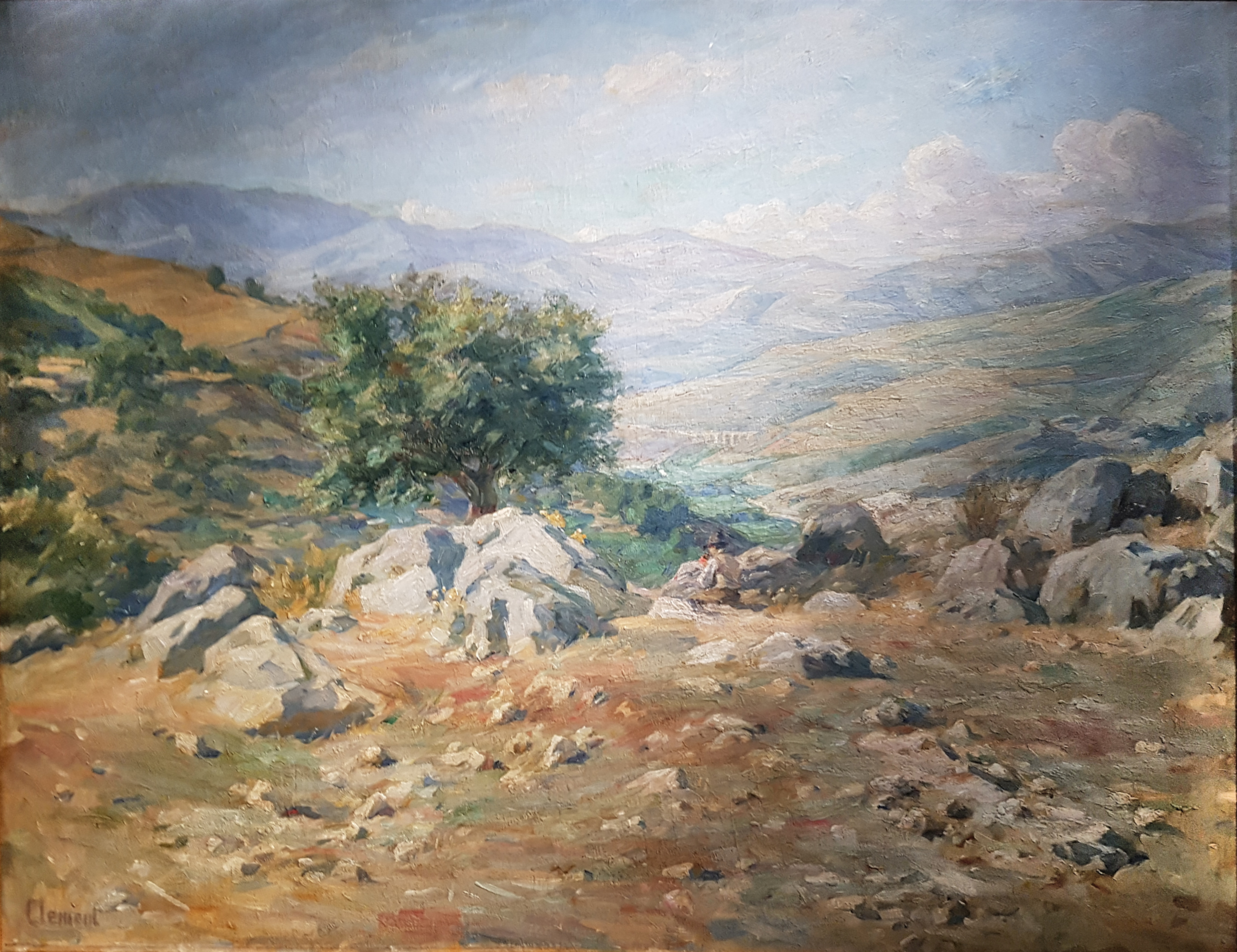
Vue d'une montagne italienne avec un berger (entre 1910 et 1922).
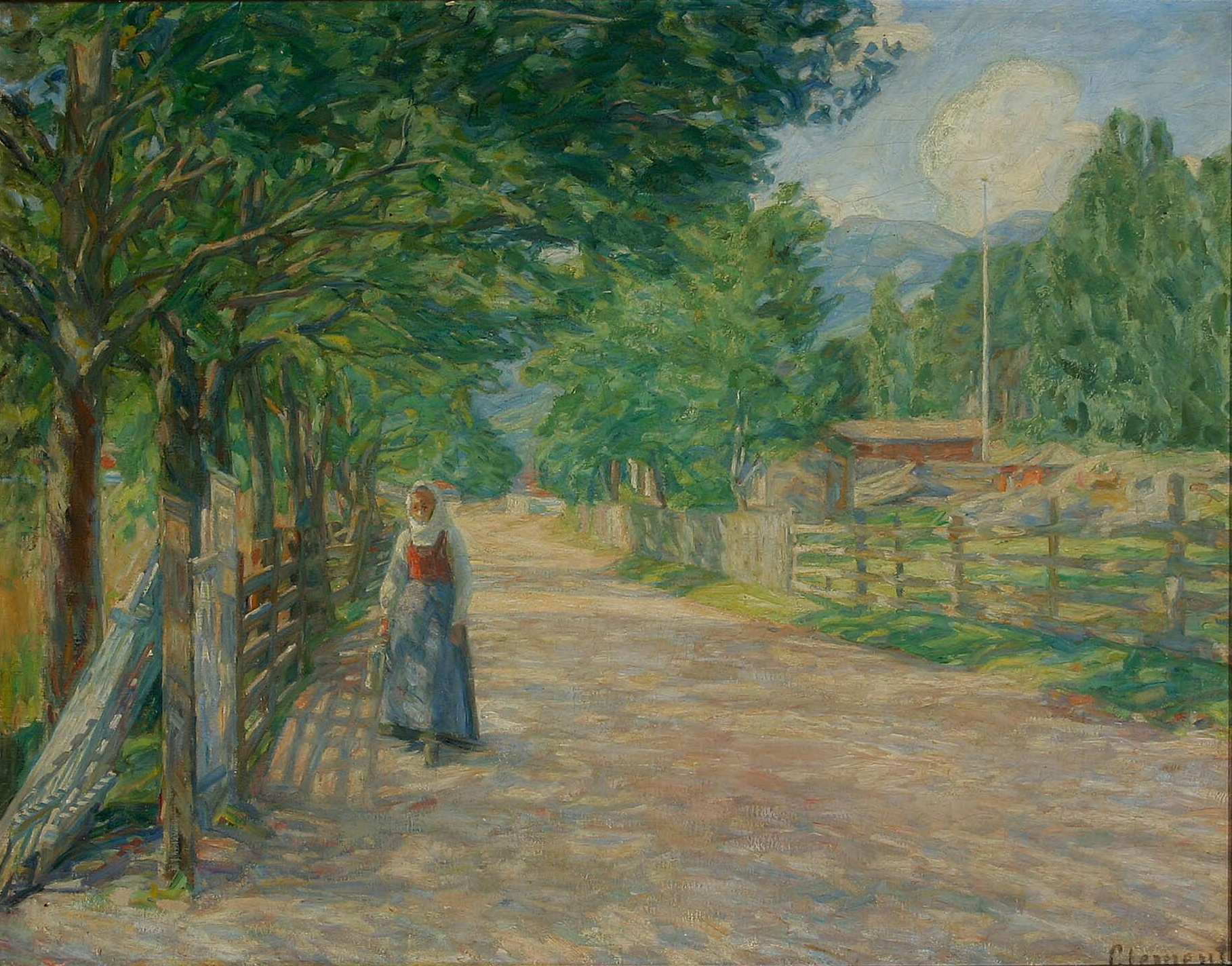
Paysage du Sud avec une jeune femme (non daté).

## Honneurs et récompenses
Clement fit partie du conseil d'administration de l’Académie de 1920 à 1929). Il reçut plusieurs récompenses dont le Prix de l'Académie et la médaille d'or à Munich.